# Celtycki tygrys

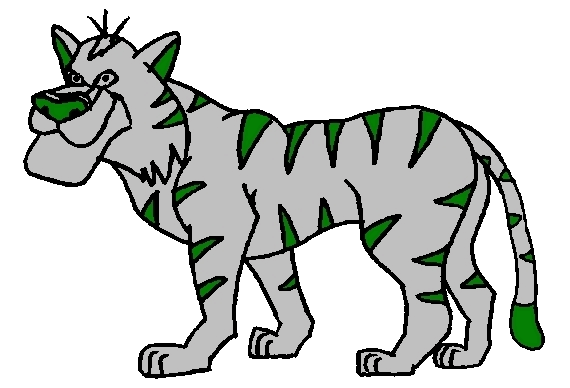
Rysunek „celtyckiego tygrysa” – irlandzkie media często przedstawiały swój kraj w postaci tygrysa z zielonym cętkami

„Celtycki tygrys” (irl. Tíogar Ceilteach) – przydomek nadany Irlandii w okresie gwałtownego wzrostu gospodarczego w tym kraju w latach 90. XX wieku i na początku XXI wieku (2001-2002).
Nazwy tej po raz pierwszy użył w 1994 irlandzki ekonomista David McWilliams. Jest ono przeróbką powstałego wcześniej określenia „azjatyckie tygrysy”, używanego w odniesieniu do czterech szybko rozwijających się azjatyckich państw: Korei Południowej, Singapuru, Hongkongu i Tajwanu.
Pomiędzy 1995 a 2005 produkcja przemysłowa w Irlandii się potroiła, eksport zwiększył czterokrotnie, natomiast dochody rozporządzalne (na jedną osobę) się podwoiły. Podczas tego rosnącego dobrobytu Irlandia podjęła decyzje wspierające nowych członków Unii Europejskiej i stała się jednym z krajów Unii, która pozwoliła jej kontynuować bezrestrykcyjne korzystanie z imigranckich pracowników. Ruch ten w znacznym stopniu zwiększył zróżnicowanie etniczne w tym kraju.